# Feliks Koneczny
Feliks Karol Koneczny (1 de novembro de 1862, Cracóvia—10 de fevereiro de 1949, Cracóvia) foi um historiador e filósofo social polonês, fundador do sistema original de ciência comparada das civilizações.

## Biografia
Koneczny graduou-se pela Faculdade de Filosofia da Universidade Jagielloniana em Cracóvia e começou a trabalhar na biblioteca da universidade. Após a Polônia recuperar sua independência, ele tornou-se professor-assistente em 1919. Em junho de 1920, após ter recebido grau de doctor habilitatus, tornou-se professor da Universidade Stefan Batory em Wilno. Após aposentar-se em 1929, retornou à Cracóvia.

## Tipos de civilizações de acordo com Koneczny
Feliks Koneczny dividiu as civilizações em cerca de vinte tipos, dos quais sete tipos ainda estão presentes no mundo moderno. Quatro delas são antigas: "Brâmane", "Judaica", "Chinesa" e "Turaniana". Três delas são medievais: "Latina", "Bizantina" e "Árabe". As diferenças entre as civilizações baseiam-se em sua atitude quanto às leis e ética.

## Antissemitismo
Koneczny foi também um destacado antissemita e um dos divulgadores de uma teoria da conspiração segundo a qual a civilização judaica ameaçava a existência do mundo latino-cristão. Em seu livro Hitleryzm zażydzony (O Hitlerismo Judaizado) Koneczny afirmava que o nazismo foi um produto da civilização judaica..

## Obras
A maioria de suas obras só pode ser encontrada em polonês; há um livro disponível em tradução inglesa.
- Dzieje Rosyi. Tom I. (do roku 1449), Spółka Wydawnicza Warszawska, Varsóvia 1917. (arquivo ZIP em polonês)
- Polskie Logos a Ethos, t. I–II, Księgarnia sw. Wojciecha, Poznań 1921.
- O wielości cywilizacyj, Gebethner & Wolff, Cracóvia, 1935. (Tradução resumida em inglês On the Plurality of Civilisations, Polonica Publications, Londres, 1962) documento do Word, 1,5 MB
- Święci w dziejach narodu polskiego / Santos na história da nação polonesa, t. 1–2, Tow. Sw. Michała Archanioła, Miejsce Piastowe 1937–1939.
- Rozwój moralności / Extensão da moralidade, Tow. Wiedzy Chrześć., Lublin 1938.
- Cywilizacja bizantyjska / Civilização bizantina , Towarzystwo im. Romana Dmowskiego, Londres, 1973.
- Cywilizacja żydowska / Civilização judaica, Towarzystwo im. Romana Dmowskiego, Londres, 1974.
- O ład w historii / Sobre a ordem na história, Towarzystwo im. Romana Dmowskiego, Londres, 1977.
- Państwo w cywilizacji łacińskiej. Zasady prawa w cywilizacji łacińskiej / Terra na civilização latina. Regras legais na civilização latina, Towarzystwo im. Romana Dmowskiego, Londres, 1981. (arquivo ZIP) (em polonês)
- Prawa dziejowe (oraz dodatek) Bizantynizm niemiecki / Leis históricas (e bônus) do bizantinismo alemão, Towarzystwo im. Romana Dmowskiego, Londres, 1982.
- Dzieje Rosji / História da Rússia. Tom III. Schyłek Iwana III / Declínio de Ivan III da Rússia. 1492–1505, Towarzystwo im. Romana Dmowskiego, Londres, 1984.
- Sionismo e causa polonesa (em polonês)